# Предельная норма технического замещения
Предельная норма технического замещения (MRTS, англ. Marginal Rate of Technical Substitution) — используемая в экономической теории мера взаимозаменяемости факторов производства, показывающая, на сколько единиц можно уменьшить один из факторов при увеличении другого фактора на единицу, чтобы выпуск сохранялся неизменным.

## Формальное определение
Пусть {\displaystyle Y} — выпуск, а {\displaystyle x=(x_{1},...,x_{n})} — набор факторов производства, определяющих выпуск. Тогда для двух факторов производства {\displaystyle x_{i},x_{j}}, предельная норма замещения фактора {\displaystyle x_{i}} фактором {\displaystyle x_{j}} определяется как:
Геометрически MRTS представляет собой наклон (тангенс угла наклона) касательной к графику изокванты в данной точке.
Пусть задана некоторая производственная функция {\displaystyle Y=F(x_{1},...,x_{n})}. По определению мы полагаем фиксированными все факторы за исключением двух {\displaystyle x_{i}} и {\displaystyle x_{j}}, причём эти факторы рассматриваются как взаимозависимые. То есть рассматриваем производственную функцию {\displaystyle Y=f(x_{i},x_{j}(x_{i}))}. Тогда
{\displaystyle {\frac {dY}{dx_{i}}}=f'_{x_{i}}+f'_{x_{j}}{\frac {dx_{j}}{dx_{i}}}=MP_{x_{i}}+MP_{x_{j}}{\frac {dx_{j}}{dx_{i}}}}
где MP — стандартное обозначение предельной производительности (предельного продукта) того или иного фактора производства.
По определению факторы должны измениться так, чтобы выпуск не изменился, то есть должно выполняться равенство
{\displaystyle {\frac {dY}{dx_{i}}}=0}
Отсюда
то есть предельная норма технического замещения факторов равна отношению их предельных производительностей (предельных продуктов).

## Связь со стоимостью факторов производства
В условиях совершенной конкуренции цены на факторы производства задаются экзогенно и спрос фирмы на них не влияет. Фирма, максимизирует выпуск при данных затратах или минимизирует затраты при данном выпуске. Оптимум достигается тогда, когда предельная норма технического замещения факторов производства равна отношению цен на эти факторы производства:
{\displaystyle MRTS_{ij}=r_{i}/r_{j}}
где {\displaystyle r} — цена соответствующего фактора производства.